# Terminologia Esperanto-Centro
Terminologické esperantské centrum (TEC) je sdružení odborníků esperantistů pro tvorbu terminologií prostřednictvím internetu; jde o nezávislou instituci hnutí mezinárodního jazyka esperanto. 

## Historie

### Historie do roku 1993
TEC mělo svého předchůdce v TeS, Terminologia Sekcio. Sekce byla administrována v Budapešti Ivánem Bujdosó z prostředků Světového esperantského svazu. 
Pak následovala etapa, kdy bylo založeno TEC s administrativní podporou v Zagrebu. Záhřebskou administrátorkou byla Ankica Jagnjić. Když začala válka v Jugoslávii, bylo vybavení a dokumentace převezeno do Prahy. 
UEA zřídilo v roce 1992 svou čtvrtou kancelář v Československu. Ředitelem této kanceláře, která měla své sídlo v Kladně, byl Jan Pospíšil. „Terminologické esperantské centrum v ČSFR (TEC-CS)“ mělo statut „občanského sdružení s mezinárodním prvkem“, bylo financováno terminologickou nadací Wüster, zřízené při UEA pro tyto účely za vydatné pomoci paní Wery Dehler (později Wera Blanke).
V době kuponové privatizace byla zřízena na podporu TEC-CS ještě česká „Terminologická nadace PANGLOTTIA J.A.Komenského“. TEC-CS fungovalo s finanční podporou UEA od ledna 1992 do ledna 1993. Byla vytvořena 2 nová pracovní místa. Následujících 10 let kladenské esperantské centrum, bez vazby na UEA, fungovalo ze soukromých prostředků.
TEC-CS spolupracovalo korespondenčním způsobem s 335 esperantisty - odborníky nejrůznějším oborů, kteří se zabývali normalizací odborných terminologií a vytvářením mnohojazyčných odborných názvosloví včetně esperantské verze. Byly vypracovány plány tvorby tzv. „Esperanto-Normoj“, terminologických esperantských norem. Byly vytvořeny, nebo převzaty, odborné skupiny pro řadu oborů. Na světovém kongresu, Universala Esperanto-Kongreso ve Vídni byly představeny první publikace centra: „Hidraŭlaj meĥanismoj“, „Landoj, lingvoj, monoj“ a jiné. Snahou ředitele bylo, aby se centrum nespoléhalo plně na finanční podporu z UEA, ale aby se vydáváním mnohojazyčných odborných slovníků financovalo aspoň z 20-30 %. Část výdajů měly krýt také výnosy z vložených akcií českých esperantistů do Terminologické nadace PANGLOTTIA J. A. Komenského.

### Historie od roku 1993
TEC-CS ukončilo oficiálně svou činnost v lednu 1993 (po “likvidační“ pracovní schůzce v Berlíně v listopadu 1992 - 2x Blanke, Bormann, Pospíšil) jednak pro nedostatek finančních prostředků UEA-fondaĵo Wüster, jednak pro neshodu koncepčního zaměření TEC-u ze strany iniciátorů této instituce UEA. Po vyčerpání finančních rezerv u nadace Panglottia a vyčerpání možností soukromého financování byla kladenská kancelář bývalého TEC-CS definitivně zrušena v létě 2002.
TEC (UEA) oficiálně existovalo ještě dále po roce 1993 jako instituce UEA, v jejímž čele stál prezident TEC-u, Dr. Werner Bormann, tehdejší prezident Esperantské akademie.
V současné době je TEC koncipováno jako sdružení odborníků esperantistů pro tvorbu terminologií prostřednictvím internetu, jde o  nezávislou instituci hnutí mezinárodního jazyka esperanto.